# Volkspolizei
La Volkspolizei, traducida al español como Policía Popular, fue el cuerpo de policía de la República Democrática Alemana (RDA). Oficialmente era denominada Deutsche Volkspolizei (DVP). Fue creada en la zona de ocupación soviética tras la Segunda Guerra Mundial, en reemplazo de los antiguos cuerpos de policía de la Alemania nazi. Sus agentes recibían el apodo de VoPos (contracción en alemán de Volkspolizei) . Aunque cualquier ciudadano de Alemania del Este podía llegar a ser un suboficial, todos los oficiales miembros del cuerpo estaban obligados a ser miembros del Partido Socialista Unificado de Alemania (SED), como la fuerza que debía tanto mantener los intereses del partido y de su régimen como el orden público. Desapareció tras la Reunificación alemana en 1990.

## Historia

### Orígenes

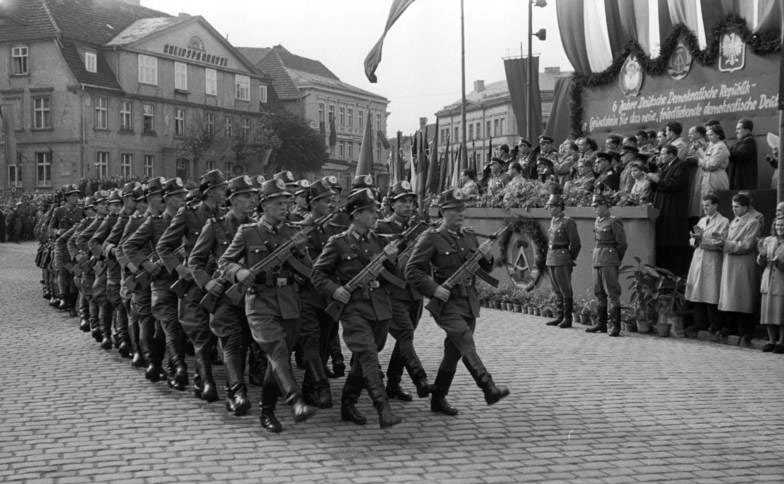
Desfile de la Volkspolizei por Neustrelitz en 1955, portando fusiles de asalto StG 44.

El 31 de octubre de 1945 la Administración Militar Soviética en Alemania (SVAG) aprobó la creación y armamento de una fuerza de policía de nivel local. Esto se hacía exclusivamente en los territorios de Alemania ocupados por la Unión Soviética desde el final de la Segunda Guerra Mundial. A partir de 1946 comenzó a emplearse el nombre de Volkspolizei y desde agosto de ese año fue puesta bajo control de la Administración Alemana del Interior. Los primeros miembros de la policía eran en su mayoría antiguos oficiales de la Wehrmacht que se habían convertido en comunistas, en tanto que también había antiguos miembros de las Brigadas Internacionales que lucharon en la guerra civil española, como Wilhelm Zaisser, o Heinz Hoffmann.
En sus comienzos la "Volkspolizei" fue organizada siguiendo el modelo de la Militsiya soviética y para noviembre de 1946 ya tenía entre sus filas a más de 45.000 miembros. Por estas fechas la SVAG autorizó la creación de la Policía de Fronteras (Deutsche Grenzpolizei), una nueva rama de dentro de la "Policía Popular" que en principio estaba destinada a detener la incipiente emigración que ya empezaba a producirse desde los territorios orientales hacia la Alemania Occidental. En diciembre de ese año se estableció otra nueva rama, la Transportpolizei, como una policía de ferrocarriles.
Para 1950 la Alemania oriental, aunque oficialmente seguían sin disponer de un Ejército, fue capaz de organizar una fuerza de seguridad bien organizada y bien equipada, y con la creación de la DVP se pusieron las bases para el futuro Ejército Popular Nacional (Nationale Volksarmee, o NVA).

### Una nueva policía
En las primeras etapas de su reorganización, las unidades no militares de la Policía popular (como la Grenzpolizei y la Transportpolizei) quedaron subordinadas a la Administración central de la Volkspolizei, dependiendo del Ministerio del Interior. Las Unidades de alerta de la Kasernierte Volkspolizei (KVP) fueron asignadas a la Administración central de entrenamiento, como primer paso hacia la creación del NVA y el Ministerio de Defensa.
A comienzos de la década de los 50 crecían la desafección y el malestar social entre los ciudadanos de la Alemania Oriental, en el contexto de la desestalinización y la confusión por la política del Partido Socialista Unificado de Alemania (SED) tras la muerte de Stalin. Las incipientes reformas y medidas económicas caldearon aún más el ambiente hasta desembocar en una rebelión abierta que estalló en junio de 1953, iniciada en Berlín y que se extendió al resto del país. La sublevación fue rápidamente reprimida por las tropas soviéticas en la RDA, aunque tuvo importantes consecuencias dentro del sistema de seguridad de la Alemania oriental. Por una parte el gobierno de la RDA reconoció que carecía de legitimidad a ojos de su propia población, en tanto que durante el verano de 1953 se organizó una purga entre las fuerzas de seguridad que se habían demostrado incapaces de responder seriamente al desafío social. La purga terminó con la carrera política del Ministro para la Seguridad del Estado, Wilhelm Zaisser, en tanto que también supuso el despido de 12.000 policías de todos los rangos de la DVP por falta de fiabilidad.

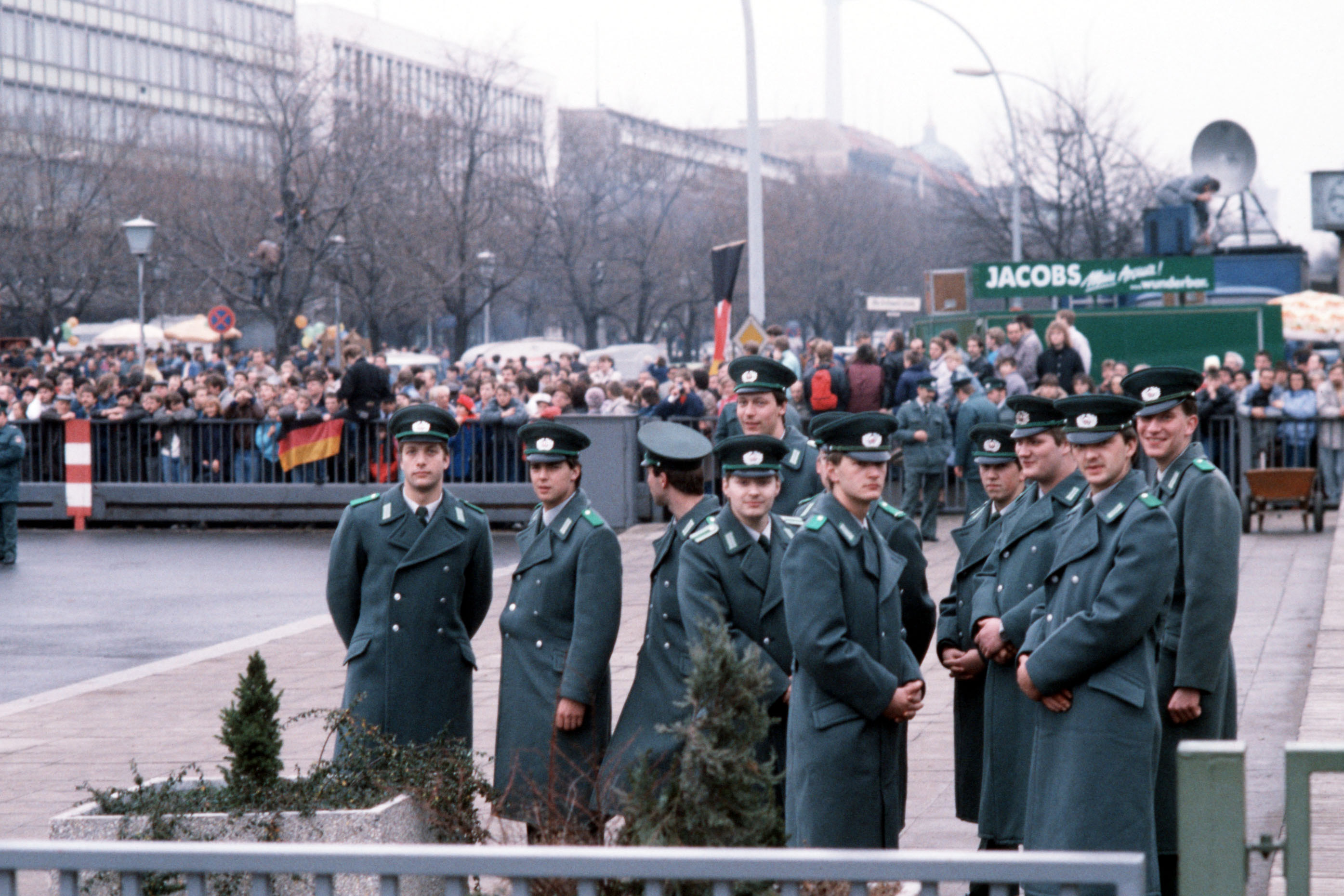
Miembros de la Volkspolizei durante el acto oficial de reapertura de la Puerta de Brandeburgo, el 22 de diciembre de 1989.

El 18 de enero de 1956 la Volkskammer creó  el Ministerio de Defensa Nacional, organismo del que quedaron dependientes todas las fuerzas armadas existentes en la República democrática, inclusive el Ejército Nacional Popular. El nuevo ministro de Defensa fue el Generaloberst Willi Stoph, que anteriormente ya había sido Ministro del Interior. El General Hoffmann, que entonces era adjunto del primer ministro de Defensa, había asistido a la Academia de Estado Mayor soviética a mediados de la década de 1950 y sustituiría a Stoph como ministro de Defensa en 1960. La creación del Ministerio de Defensa supuso un impulso de la militarización de algunos cuerpos de seguridad de la RDA, pero las actividades de la policía (tanto civil como secreta) continuaron permaneciendo bajo control del Ministerio del Interior. Aun así, este ministerio estableció su propia Volkspolizei-Bereitschaft (VPB), o unidades de alerta, con la misión específica de seguridad interior. Estas "Unidades de Alerta" fueron organizadas de forma militar, además de ser completamente motorizadas y equipadas con armamento moderno.
La organización y el entrenamiento para todos los servicios estaban estrechamente adheridas al modelo soviético, y los asesores soviéticos estuvieron presentes en todos los niveles de organización hasta el batallón. Aunque inicialmente la mayoría del equipamiento y buena parte de las armas eran de época de la Segunda Guerra Mundial, posteriormente hubo una fuerte irrupción de material soviético moderno. En un intento para reafirmar una identidad separada, los dirigentes de Alemania Oriental introdujeron uniformes homogéneos, similares a los uniformes de campo soviéticos, para diferenciar la uniformidad de las fuerzas de policía de las de las Fuerzas armadas.
En 1961 las fuerzas de la Deutsche Grenzpolizei fueron separadas del organismo de la Volkspolizei y pasaron a constituir un cuerpo propio integrado en la estructura del Ejército Nacional Popular, ahora denominadas como Tropas de Frontera de la RDA (Grenztruppen der DDR) según el modelo de las Tropas de frontera soviéticas.

### Desaparición
En los últimos meses de la República Democrática Alemana, durante el proceso para la Reunificación alemana, fueron creados cinco nuevos estados federados. Los nuevos estados federados disponían de sus propias fuerzas de policía (Landespolizei) y todos los antiguos oficiales de la desaparecida Volkspolizei podían solicitar un nuevo puesto en las nuevas policías si no habían estado integrados en la Stasi. Pero incluso en siglo XXI todavía existe un cierto estigma social en la Alemania reunificada por el hecho de haber sido antiguo VoPo.

## Organización

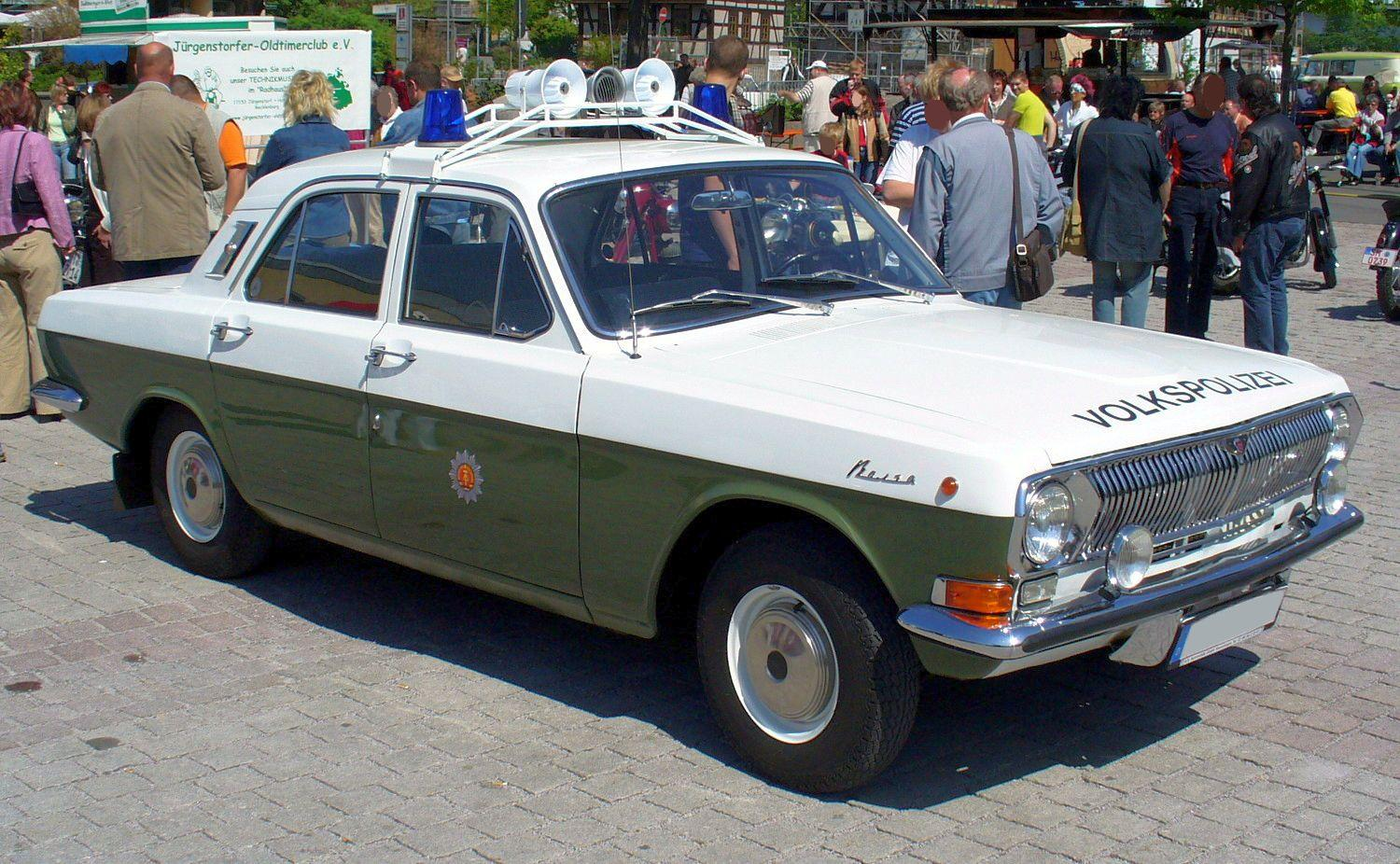
Volga GAZ-24 de la Volkspolizei.

La Volkspolizei dependía directamente del Ministerio del Interior y su comandante era el primer Viceministro del Interior y Jefe de la Policía (Erster Stellvertreter des Ministers und Chef der Deutschen Volkspolizei). Su sección se dividía a su vez en cinco departamentos: 
- Departamento de Investigación Criminal (Hauptabteilung Kriminalpolizei)
- Departamento de la Policía uniformada (Hauptabteilung Schutzpolizei)
- Departamento de Policía de ferrocarriles (Hauptabteilung Transportpolizei)
- Departamento de Policía de tráfico (Hauptabteilung Verkehrspolizei)
- Departamento de Registros (Hauptabteilung Pass- und Meldewesen)

Las unidades de reserva de la Volkspolizei, que se utilizaban para el control de manifestaciones y misiones antidisturbios, estaban compuestas por la  Kasernierte Einheiten y dirigidas por el Stellvertreter des Minister und Chef der Hauptinspektion.

## Mandos de laVolkspolizei
Jefe de la Policía popular alemana (Chef der deutschen Volkspolizei)
- Kurt Fischer (1949–1950)[7]
- Karl Maron (1950–1955)[7]

Ministro del Interior y jefe de la Policía popular alemana
- Karl Maron (1955–1963)
- Friedrich Dickel (1963–1989)
- Lothar Ahrendt (1989-1990)

Jefe de la Policía popular alemana (Chef der deutschen Volkspolizei)
- Dieter Winderlich (1990)

## Unidades antiterroristas
El gobierno de Alemania oriental dispuso de una unidad de operaciones especiales de tipo contraterrorista, la Diensteinheit IX, también conocida como 9. Volkspolizei-Kompanie. Esta unidad surgió como contraparte a la creación en la Alemania occidental del GSG 9, otra unidad especial que se había formado tras los sucesos ocurridos durante la Masacre de Múnich de 1972. La Diensteiheit IX dependía directamente del Ministerio para la Seguridad del Estado.